# Lucile Doux
Lucile Doux, née en 1821 à Paris et morte en 1896 à Louveciennes, est une artiste peintre française.

## Biographie
Noëlle Catherine Lucile Fournier-Verneuil naît le 27 juillet 1821 à Paris (2e arrondissement ancien). Elle est fille de Vincent Fournier-Verneuil (1781-1838), notaire et publiciste, et d'Henriette Marie Bouquillard (1787-1867). Son aïeul maternel, Jean Baptiste Bouquillard (1753-1834), est négociant maritime en matières premières entrant dans la composition des couleurs. Son bisaïeul maternel, Julien Gohin, a fondé en 1751 la plus importante fabrique de couleurs de  Paris. 
Le 5 avril 1842, elle se marie avec Jean Doux, directeur de la Compagnie du chemin de fer Hainaut et Flandres, résidant en 1863 à Saint-Ghislain (Belgique). Le couple a deux filles. L'aînée, Marie Henriette (Paris 1843-1936), épouse en 1863 Camille du Locle, librettiste et directeur de l'Opéra Comique. La cadette, Marie Thérèse (Paris 1846 - Marly-le-Roi 1925), épouse en 1870 Georges Gottereau, ingénieur des arts et manufactures, administrateur de sociétés minières.
Elle meurt le 14 août 1896 à Louveciennes.
Elle est inhumée dans une sépulture de famille au cimetière de Montmartre (30e division, ligne 2 contre l'avenue Montmorency, emplacement 8).

## Carrière artistique

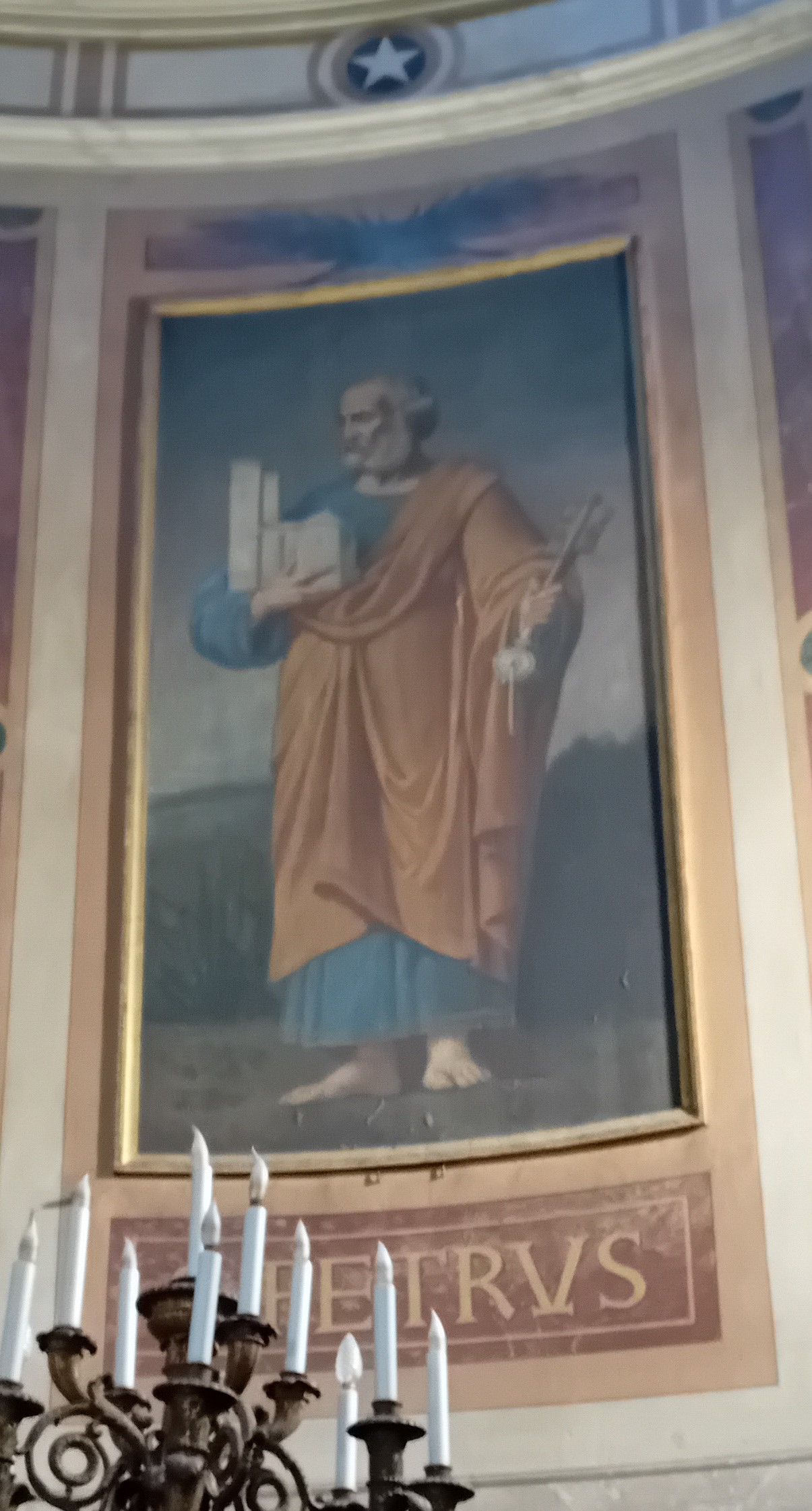
Église St-Pierre-St-Paul
de Courbevoie (chœur).
Saint Pierre par Lucile Doux, d'après Sébastien Cornu.

Lucile Doux poursuit une carrière d'artiste peintre favorisée par son environnement familial. Élève de son beau-frère Émile Perrin et du peintre Charles Chaplin, elle participe à divers salons de 1853 à 1879, dont celui de 1857.
Vers 1867, le département de la Seine lui commande, pour l'église Saint-Pierre-Saint-Paul de Courbevoie, une toile marouflée représentant saint Pierre. Cette composition monumentale reproduit une peinture de Sébastien Cornu au pilier gauche du chœur de l'église Saint-Louis-d'Antin.
L'empereur Napoléon III offre à la paroisse de Zicavo son tableau La Charité, peint en 1854 d'après l'œuvre d'Andrea del Sarto.

### Œuvres
- La Charité d'après Andrea del Sarto, 1854, église Saint-Luxor de Zicavo (Corse) ;
- Portrait de Mme de W., 1855 ;
- Portrait de Mme H., 1855 ;
- La Vierge au chapelet d'après Murillo, 1856 ;
- Jeune Femme jouant avec un bouquet, 1859 ;
- L'Attente, 1860 ;
- Petite Fille soignant des lapins, 1860 ;
- Portrait de M. Faudet, curé de Saint-Roch, doyen des curés de Paris, 1860, église Saint-Roch de Paris ;
- La Résignation, 1861 ;
- La Toilette du dimanche, 1861 ;
- À l'église, 1861 ;
- La leçon de lecture, 1861 ;
- Portrait de jeune fille[13], 1862 ;
- Tête d'étude, 1863 ;
- La Mort d'un ami, 1864 ;
- Mariage mystique de sainte Catherine, 1865, cathédrale Sainte-Croix d'Orléans[14] ;
- Saint Pierre d'après Sébastien Cornu, vers 1867, église Saint-Pierre-Saint-Paul de Courbevoie ;
- Naissance de la Vierge d'après Murillo, 1868, presbytère de Turenne (Corrèze) ;
- Sainte Geneviève, église Saint-Pierre de Montmartre, 1868 ;
- Un loisir de la campagne, vers 1877[15] ;
- Scène d'intérieur, vers 1879[16] ;
- Confidence, vers 1880[17] ;
- Malentendu, vers 1880[17] ;
- Pensierosa, vers 1880[17] ;
- Bourbonnaise ;
- Mlle D.